# Plátanos congelados

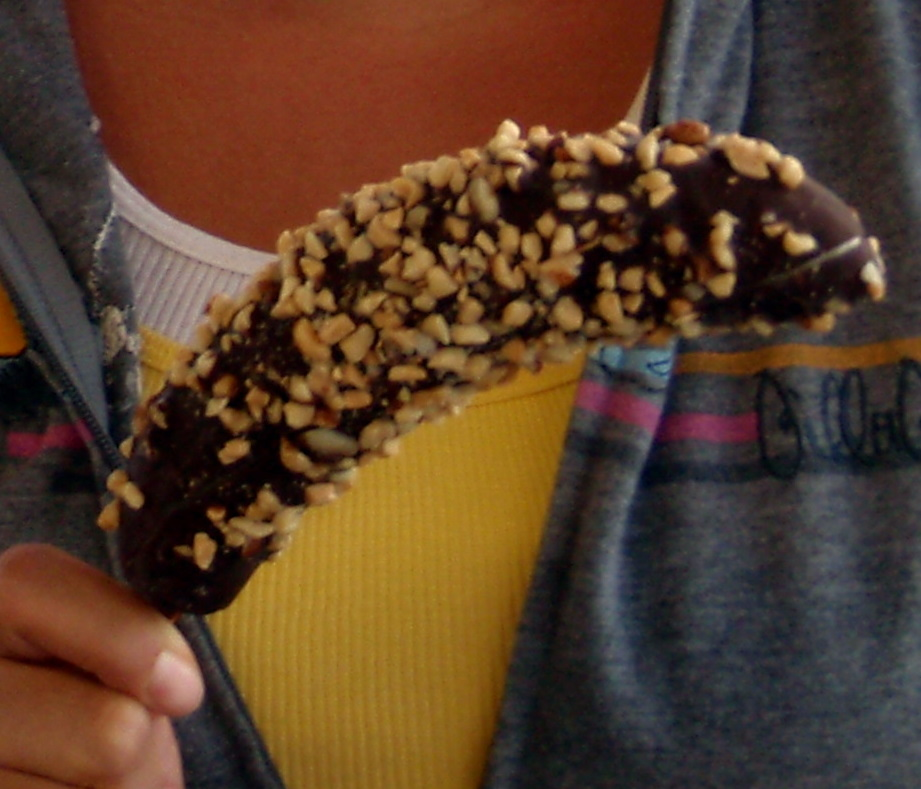
Plátano congelado

Los plátanos congeladas son un postre hecho colocando un plátano en un palillo, se congela, y usualmente se sumerge en chocolate derretido. Muchas personas los disfrutan con ingredientes en la parte superior como nueces picadas, y galletas trituradas.